# Politiezone Gavers
De Politiezone Gavers (zonenummer 5458) is een politiezone die actief is in de West-Vlaamse gemeenten Deerlijk en Harelbeke. De zone ligt in het gerechtelijk arrondissement West-Vlaanderen. Binnen het parket West-Vlaanderen valt ze onder de afdeling Kortrijk, samen met PZ Mira, PZ Vlas, PZ Midow, PZ Riho en PZ Grensleie.
Het hoofdcommissariaat is gevestigd in de Deerlijksesteenweg 43 te Harelbeke. Een bijkomend kantoor bevindt zich in het gemeentehuis van Deerlijk, Harelbekestraat 27, waar de wijkinspecteur aanwezig is tijdens de openingsuren van het gemeentehuis.
Vanaf september 2015 is hoofdcommissaris Jean-Louis Dalle korpschef van de Politiezone Gavers. Adjunct-korpschef is commissaris Heidi Decraene.